# Emblème de la République socialiste soviétique carélo-finnoise

Emblème de la République socialiste soviétique carélo-finnoise.

L'emblème de la RSS carélo-finnoise a été adopté le 10 février 1941 par le gouvernement de la République socialiste soviétique carélo-finnoise et utilisées jusqu'à ce que la république soit absorbée dans la RSFS russe en 1956.
Les armoiries sont basées sur celles de l'Union soviétique. Elles montrent les symboles de l'agriculture (branches de pin et de seigle) et du terrain local (une rivière aux flots rapides descendant des collines). Le soleil levant évoque l'avenir de la nation carélo-finnoise. L'étoile rouge, ainsi que la faucille et le marteau symbolisent la victoire du communisme et la communauté mondiale des États socialistes.
Le slogan sur la bannière: « Prolétaires de tous les pays, unissez-vous ! » est à la fois en russe et en finnois (Kaikkien maiden proletaarit, liittykää yhteen!).
Le nom de la République socialiste soviétique carélo-finnoise est mentionné à la fois en russe (Карело-Финская ССР) et en finnois (Karjalais-Suomalainen SNT).
De 1956 à 1991, la république socialiste soviétique autonome de Carélie a utilisé une variante des armoiries de la RSFS de Russie.